# Adrien Marie
Pour les articles homonymes, voir Marie.
Adrien Marie né à Neuilly-sur-Seine le 20 octobre 1848 et mort à Cadix le 29 avril 1891 est un graveur, illustrateur, peintre et voyageur français.

## Biographie
Adrien Emmanuel Marie étudie la gravure sur bois sous la direction de François Pannemaker et de Guillaume Cabasson. Il est admis à l'École des beaux-arts de Paris, dans l'atelier d'Isidore Pils. Il fait ses débuts en produisant des images pour L'Illustration. Il est proche d'Émile Bayard, dont il est l'élève pour la peinture et dont il épousera plus tard la fille.
Bayard le met en relation avec l'éditeur Albert Lacroix en 1862, afin d'illustrer Les Misérables de Victor Hugo. Il expose au Salon des artistes français de 1866 à 1891. En 1869, pour l'éditeur Alexandre Houssiaux, il illustre Les Lettres de mon moulin d'Alphonse Daudet et, en 1874, cette fois pour Hachette, La Fille de Carilès de Joséphine Colomb. La même année, il produit 16 dessins pour illustrer Un hivernage dans les glaces de Jules Verne publié chez Hetzel et deux dessins pour Un drame dans les airs, qui paraissent sous le nom de son beau-père Émile Bayard.
Reporteur-dessinateur pour L'Illustration, il suit le 3 février 1877 la représentation du Docteur Ox au théâtre des Variétés. Son estampe fait alors la page de titre du magazine. C'est vraisemblablement dans ces années-là (vers 1874-1878) qu'il produit un portrait au crayon de Jules Verne de profil. En 1880, on lui doit aussi des estampes pour l'adaptation théâtrale de Michel Strogoff.
Devenu un illustrateur prolifique de la presse française et londonienne, il produit de nombreux dessins, des estampes mais aussi des peintures qu'il présente au Salon. En 1884, il s'associe de nouveau à Bayard pour les illustrations des Contes choisi d'Alphonse Daudet. Il est également dessinateur-correspondant pour Le Monde illustré, Music & Drama, La Saison théâtrale, Paris illustré. Il illustre le reportage de James Tissot sur Londres pour le Paris-Noël de 1886-1887.
Adrien Marie effectue de nombreux voyages en parallèle de sa carrière artistique, périples qui lui inspirent des tableaux, comme Un instant de beauté qui représente une geisha en pleine séance de maquillage, ou cette aquarelle, Antibes, époque des orangers (1883) dédicacée à Jules Hetzel. Il est l'auteur de dessins sur une ascension qu'Hetzel fils effectua avec Gaston Tissandier accompagnant un article anonyme du Monde illustré du 14 août 1887.
Par ailleurs, on lui doit des scènes historiques telles Bacchanale au-dessus de la mer ou Le Passage des Alpes par Hannibal, ainsi que des paysages comme Vaches au bord de la rivière. Il expose au Salon de Paris en 1866, 1881 et 1889. En 1886, il participe à la deuxième Exposition internationale de blanc et noir où il obtient la médaille d'or dans la section dessin.
En 1889, le poète, écrivain, journaliste et homme politique cubain José Martí reprend de nombreuses illustrations d'Adrien Marie dans sa revue pour enfants La Edad de Oro (L'Âge d'or) publiée entre juillet et septembre 1889 à New York.
En 1891, il est envoyé par L'Illustration accompagner la mission de Henri-François Brosselard-Faidherbe en Guinée française, mission dont l'objectif est d'étudier la possibilité de tracer une voie ferrée à travers ce territoire. Il est accompagné du journaliste Félix Dubois. Le groupe part de Benty sur la Mellacorée et remonte la Grande-Scarcie (actuelle Sierra-Leone) puis atteint Falaba où il se trouve bloqué par Samory ; les hommes doivent faire demi-tour. La mission parvient néanmoins à cartographier plus de 20 000 km2 et à établir l'itinéraire ferroviaire de Benty à Farana.
Rentré épuisé, malade, Adrien Marie meurt des suites de ce voyage, à Cadix, le 29 avril 1891.

Œuvres d'Adrien Marie
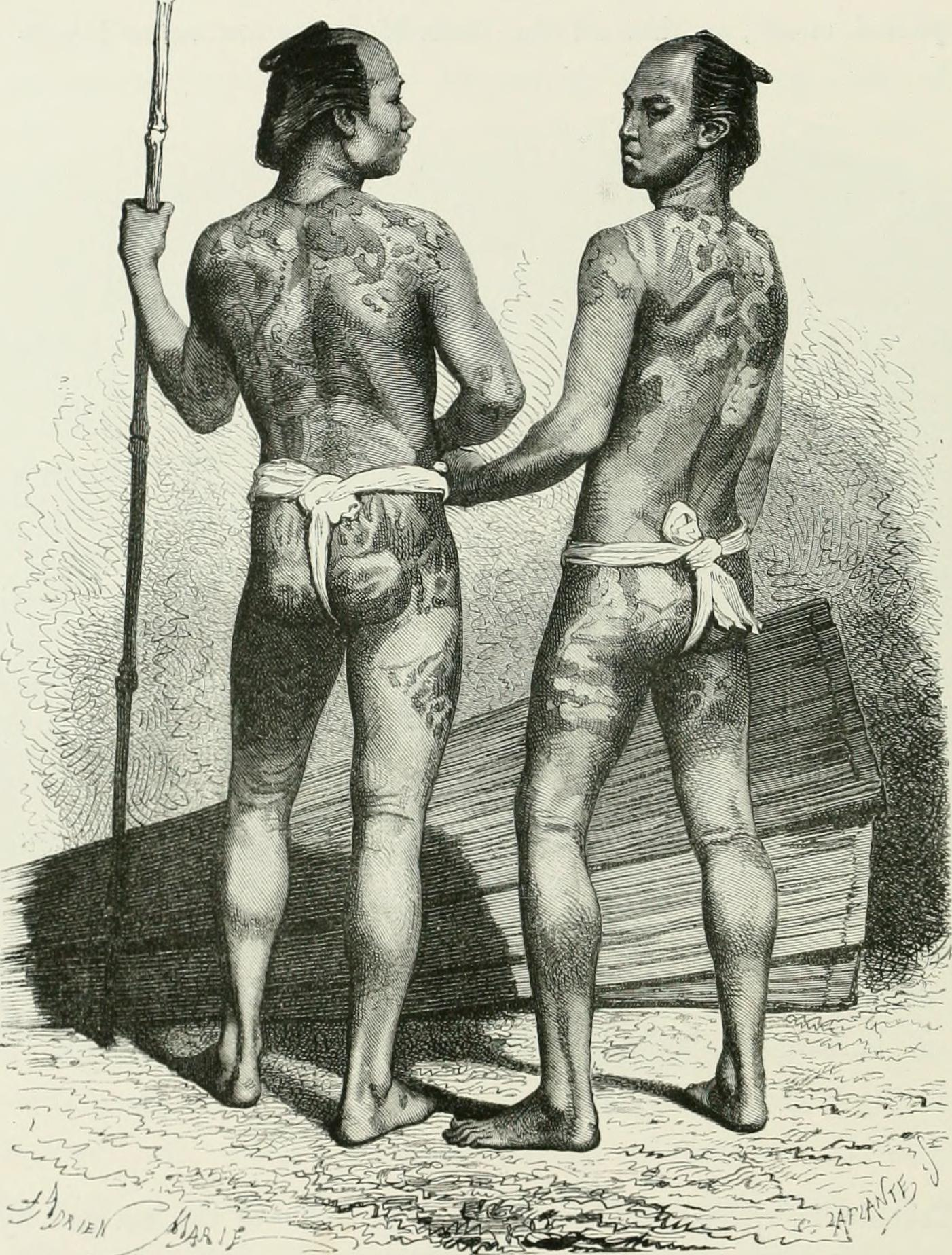
Coolies tatoués, gravure de Charles Laplante d'après un dessin d'Adrien Marie, Japan and the Japanese illustrated (1874).
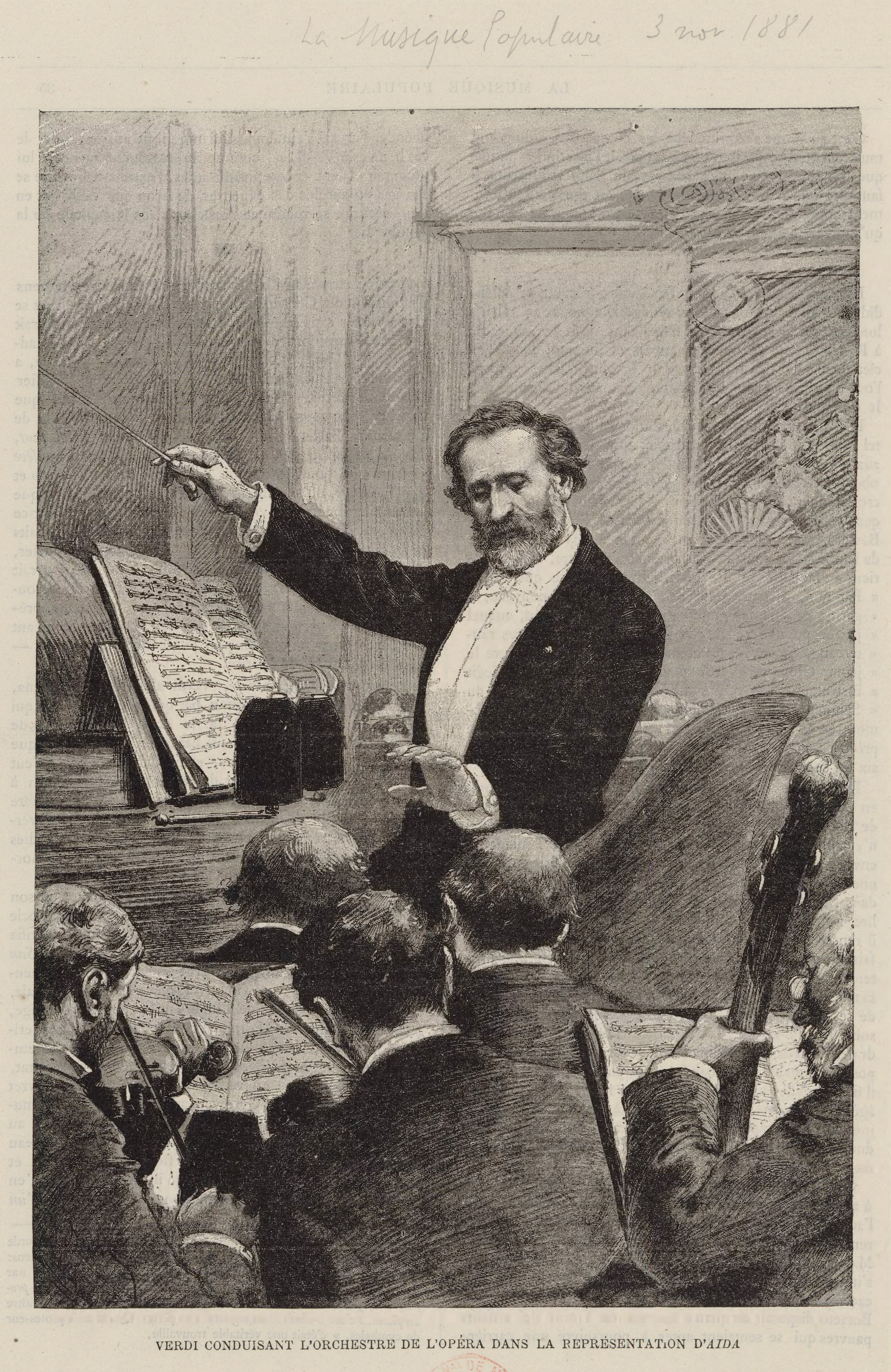
Verdi conduisant l'orchestre de l'opéra dans la représentation d'“Aida”, dessin, La Musique populaire, 3 novembre 1881.
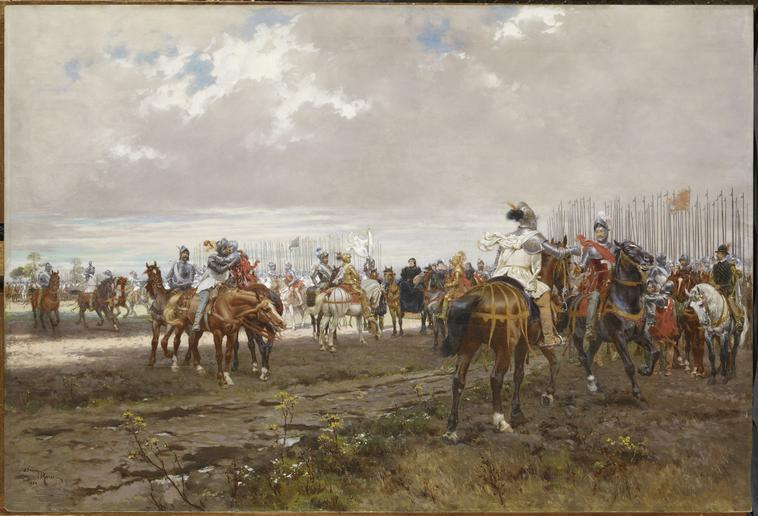
L'Entrevue de Toury en 1562 (1884), huile sur bois, Chantilly, musée Condé.
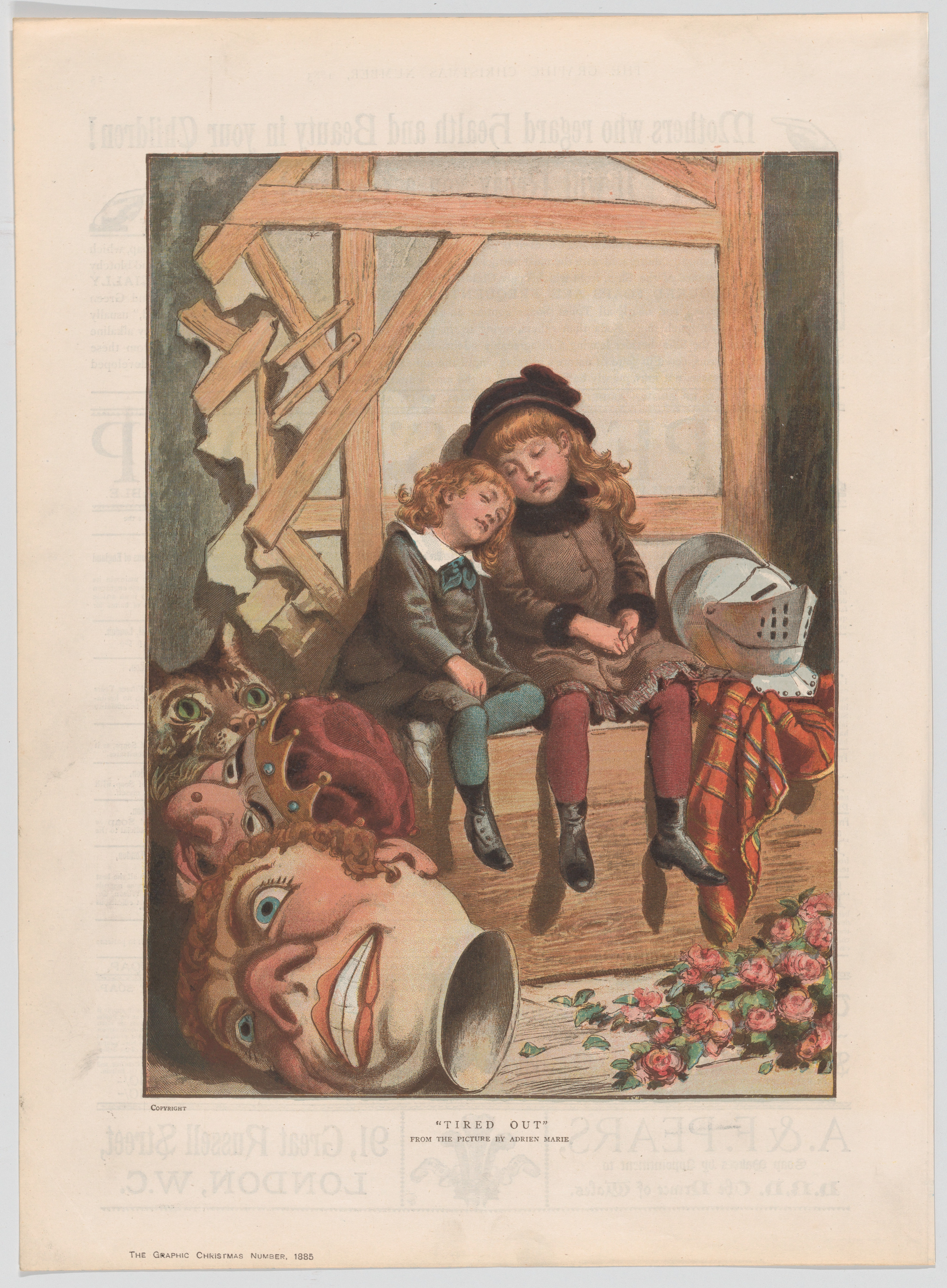
Tired Out, gravure d'après Adrien Marie, The Graphic, 7 décembre 1885.
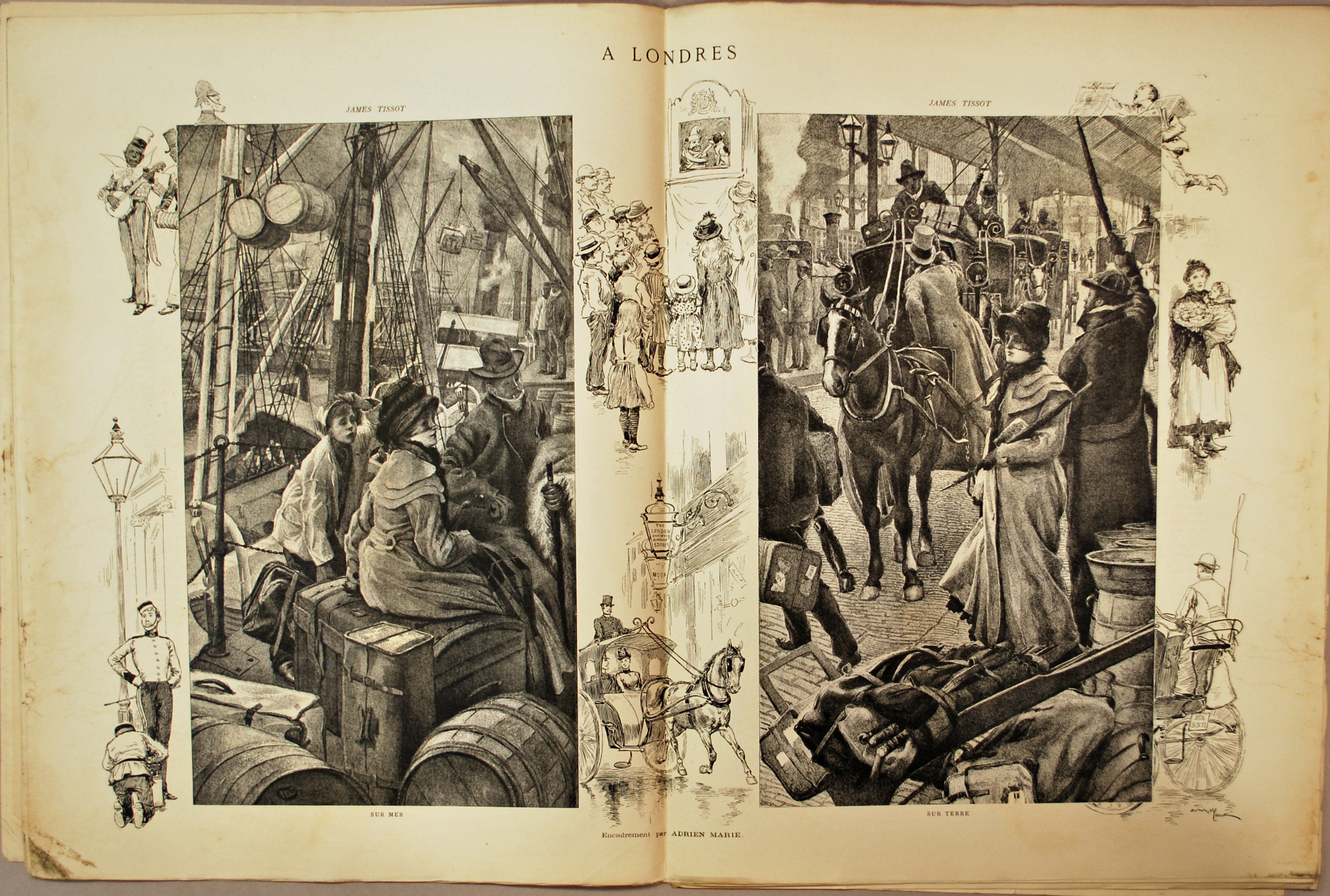
À Londres, marges d'Adrien Marie encadrant deux illustrations de James Tissot, Paris-Noël, 1886.
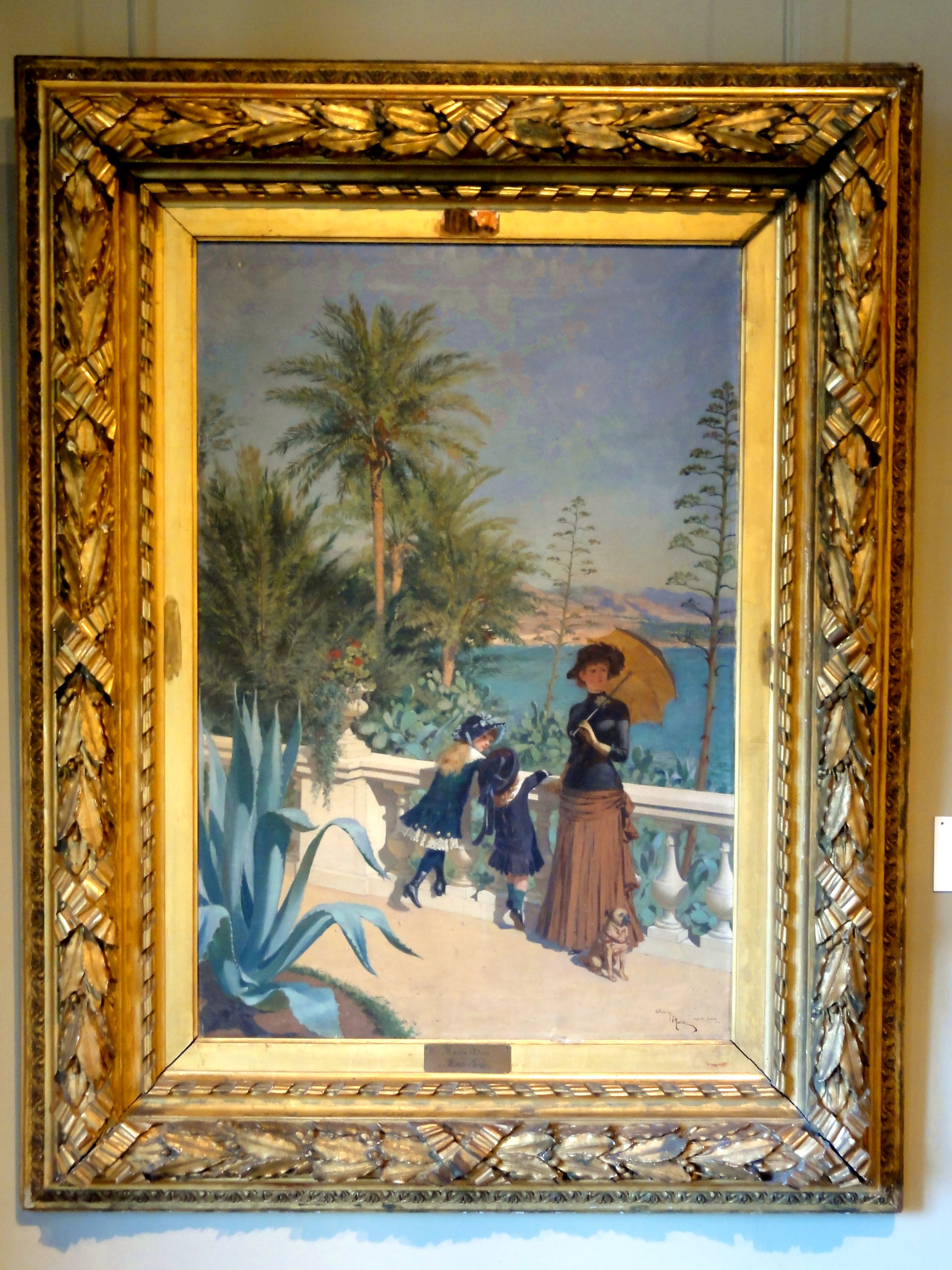
Terrasse à Monte-Carlo, Meaux, musée Bossuet.
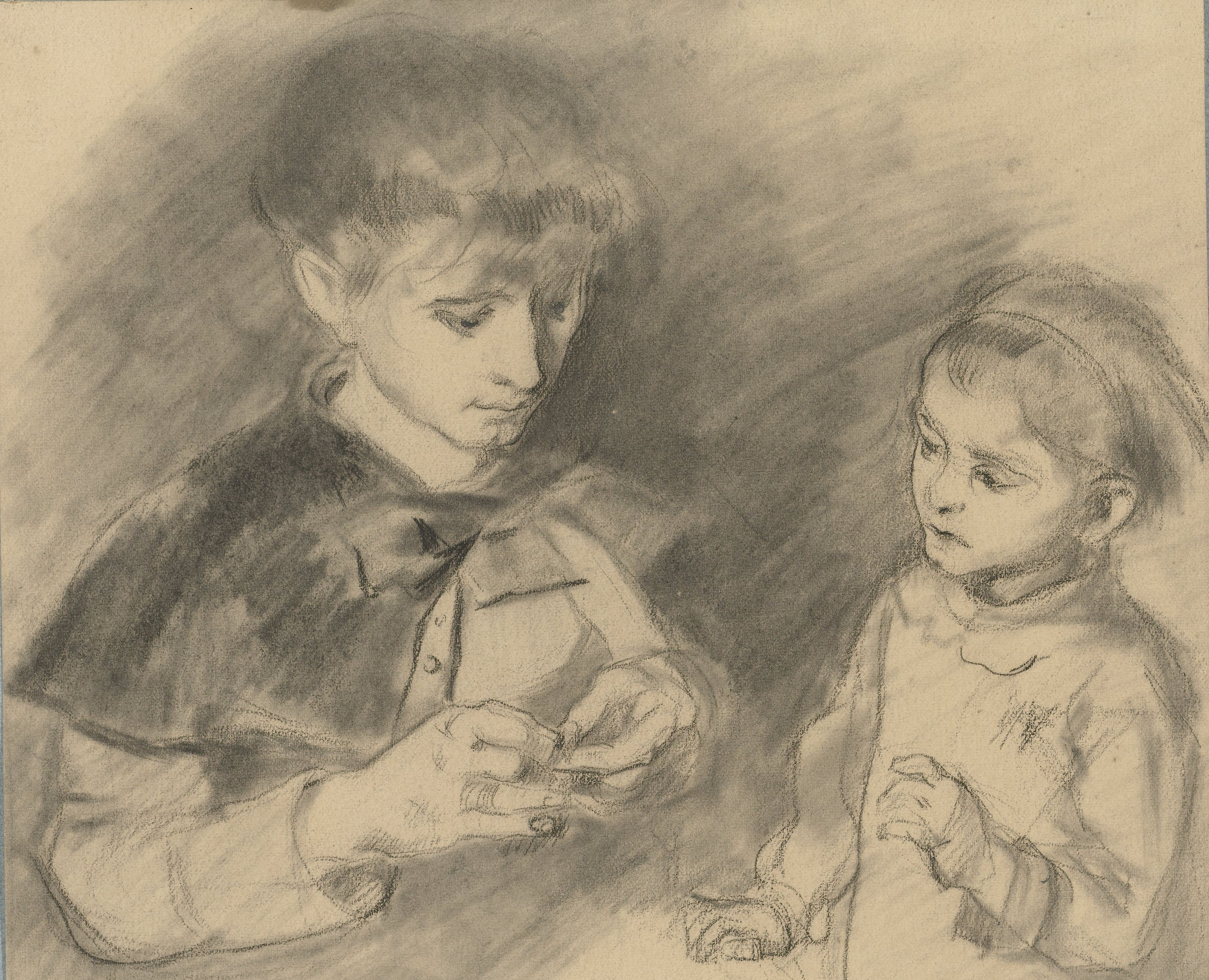
Un Garçon et une fillette vus à mi-corps, fusain et craie noire sur papier, Rijksmuseum Amsterdam.